# Stalwira Orszusz
Stalwira Stiepanowna Orszusz (ros. Стальвира Степановна Оршуш; ur. 22 kwietnia 1993) – rosyjska, a od 2023 roku węgierska zapaśniczka walcząca w stylu wolnym. Olimpijka z Tokio 2020, gdzie zajęła dziesiąte miejsce w kategorii 50 kg. 
Siódma na mistrzostwach świata w 2017 i 2023 roku. Mistrzyni Europy w 2018, 2019 i 2021; druga w 2023; trzecia w 2020. Brązowa medalistka igrzysk europejskich w 2019. Piąta w Pucharze Świata w 2017. Wicemistrzyni świata juniorów w 2011 i 2013, a Europy w 2013 roku.
Mistrzyni Rosji w 2017, 2018 i 2019, druga w 2016, a trzeci w 2011, 2012, 2014 i 2015 roku.